# Чорнушка (притока Чура)
Чорну́шка (рос. Чернушка) — річка в Удмуртії, Росія, права притока річки Чур. Протікає територією Якшур-Бодьїнського району.
Річка починається за 3,5 км на південний схід від колишнього присілку Сундошур. Протікає спочатку на південний схід, потім, нижче присілку Чорнушка, плавно повертає на північний схід. Впадає до Чура в середній його течії. Береги заліснені, у середній та нижній течії заболочені. Приймає декілька приток.
Над річкою розташований лише присілок Чорнушка, біля якого річку перетинає залізниця.